# Bengie Molina

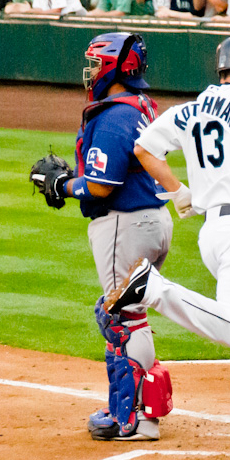

Benjamin José "Bengie" Molina é um jogador profissional de beisebol porto-riquenho.

## Carreira
Bengie Molina foi campeão da World Series 2002 jogando pelo Anaheim Angels. Na série de partidas decisiva, sua equipe venceu o San Francisco Giants por 4 jogos a 3.